# South Downs National Park
South Downs National Park er Englands nyeste nationalpark. Parken blev åbent den 1. april 2011. Den ligger ved Englands sydkyst og dækker et areal på 1.627 kvadratkilometer.
Nationalparken er 140 km lang, og den strækker sig gennem de tre grevskaber Hampshire, West Sussex og East Sussex. I vest starter nationalparken ved St. Catherines Hill nær Winchester, og den slutter ved Beachy Head nær Eastbourne i øst.